# Sergio Anselmi
Professor de história econômica na universidade de Ancona (vi ha diretto l'Istituto di Storia economica e Sociologia) e na universidade de Urbino.
Dirigiu o Centro Sammarinese de Estudo Histórico da Università degli Studi della Repubblica di San Marino.
Sua pesquisa concentra-se  na região adriática no tempo medieval até os nosso tempos em particular sobre a economia mezzadrile marchigiana.
Em 1978 fundou e coordenou uma revista histórica chamada Proposte e ricerche. 

## Obras

### Saga e pesquisa histórica
- Economia e vita sociale in una regione italiana tra Sette e Ottocento, Argalia, 1971
- Le origini del socialismo nelle Marche attraverso la stampa socialista (1892-1902) con Polverari Michele, Sabbatucci Severini Patrizia, Il Lavoro Editoriale, 1982, ISBN 887663004X
- Marche,con Gianni Volpe, Giulio Einaudi Editore, 1987, ISBN 8842028193
- La provincia di Ancona. Storia di un territorio, Laterza, 1987
- Giovan Francesco Guerrieri: dipinti e disegni. Un accostamento all'opera. Catalogo della mostra, con Emiliani Andrea e Sapori Giovanna, Nuova Alfa, 1988, ISBN 8877790482
- Die Marken, con Ada Antonietti, Scala Group, 1989, ISBN 8881174731
- Les Marches, con Ada Antonietti, Scala Group, 1989, ISBN 8881173735
- The Marches, con Ada Antonietti, Scala Group, 1989, ISBN 8881172739
- Marche, con Ada Antonietti, Scala Group, 1989, ISBN 8881170736
- Adriatico. Studi di storia: secoli XIV-XIX, Clua, 1991, ISBN 8885902413
- Ragusa (Dubrovnik) una repubblica adriatica (con  Antonio Vittorio e Paola Pierucci), Cisalpino, 1994, ISBN 8820507536
- Contadini marchigiani del primo Ottocento, Sapere Nuovo, 1995
- Pirati e corsari in Adriatico, Silvana, 1999, ISBN 8882151263
- Chi ha letame non avrà mai fame: secoli XV-XX. Studi di storia dell'agricoltura, 1975-1999, Quaderni di “Proposte e ricerche”, 2000
- Agricoltura e mondo contadino, Il Mulino, 2001, ISBN 8815080929
- Conversazioni sulla storia, Affinità Elettive Edizioni, 2003, ISBN 8873260241